# Danmarksserien for herrer
 "Danmarksserien" omdirigeres hertil. For andre betydninger af Danmarksserien, se Danmarksserien (flertydig).
Danmarksserien for herrer (forkortet DS, Herre-DS og Herre Danmarksserien) er den femtebedste fodboldrække og den øverste amatørrække for herreseniorspillere i det danske ligasystem og administreres af det danske nationalforbund Dansk Boldspil-Unions turneringsudvalg (DBU Turneringer). Den landsdækkende fodboldserie, som afvikledes for første gang i 1966, erstattede Kvalifikationsturneringen (i folkemunde kaldet “4. division”), der var den forhenværende fodboldturnering på det fjerdebedste niveau og spilledes mellem 1946 og 1965. I perioden fra forårssæsonen 1998 indtil forårssæsonen i 2000 indtog Herre Danmarksserien en placering som den femtebedste danske fodboldrække, grundet indførslen af Kvalifikationsrækken imellem divisionerne og serierne. Fra turneringens grundlæggelse frem til og med 2000/2001-sæsonen kvalificerede de enkelte puljevindere sig hver sæson til et finalespil om Danmarksseriemesterskabet (Danmarksmesterskabet for Danmarksserieklubber), hvor vinderen blev modtager af en udsat vandrepokal.
Turneringen blev i de første 34 sæsoner afviklet som en helårig dobbeltturnering, før man, efter en halvårig overgangsperiode i foråret 2000, med virkning fra 2000/2001-sæsonen ændrede turneringsstarten til efteråret med afslutning i forårssæsonen, så hele sæsonen løb fra august måned frem til maj måned det efterfølgende år med en godt fem måneder lang vinterpause imellem de to turneringshalvdele. Oprykningsberettigede fodboldklubber sikrer sig avancement til de lavest-liggende professionelle divisioner, Danmarksturneringens 2. division øst eller 2. division vest, mens nedrykning sker til en af de fem øverste lokale serier (med undtagelse af Bornholmsserien) afhængig af fodboldklubbernes medlemskab af de seks lokalunioner. Rækken er opdelt i fire ligestillede puljer (også kaldet kredse, grupper eller serier), hvor fordelingen af fodboldklubberne baseres på geografiske kriterier, og har deltagelse af i alt 40 amatørhold bestående af førstehold på seniorsiden samt moderklubber for eliteoverbygninger og reservehold for højererangerende divisionsklubber fra Superligaen, 1. division, og 2. division.

## Nuværende hold i sæsonen 2024/25

### Pulje 1
| Klub             | Sidste sæsons placering                       | Lokation      | Stadion               | Kapacitet |
| ---------------- | --------------------------------------------- | ------------- | --------------------- | --------- |
| Ledøje-Smørum    | 1. i gruppe 1. nedrykningsrunde               | Smørum        | Sydbank Arena         | 1.000     |
| Hørsholm-Usserød | 7. i gruppe 1. oprykningsrunde                | Hørsholm      | Hørsholm Idrætspark   | 5.000     |
| Ringsted         | 3. i gruppe 1. nedrykningsrunde               | Ringsted      | Ringsted Stadion      | 5.000     |
| Frederikssund    | 4. i gruppe 1. oprykningsrunde                | Frederikssund | Frederikssund Stadion | 1.200     |
| AB Tårnby        | 7. i gruppe 1. nedrykningsrunde               | Tårnby        | Tårnby Stadion        | 10.000    |
| Hvidovre         | 2. i Københavnsserien (oprykket via play-off) | Hvidovre      | Hvidovre Stadion      | 12.000    |
| Glostrup         | 3. i gruppe 1. oprykningsrunde                | Glostrup      | Glostrup Stadion      | 4.000     |
| Karlslunde       | 8. i gruppe 1. oprykningsrunde                | Karlslunde    | Karslunde Stadion     | 1.500     |
| Næstved          | 6. i gruppe 1. nedrykningsrunde               | Næstved       | Næstved Stadion       | 10.000    |
| 1908             | 2. i gruppe 1. nedrykningsrunde               | Sundbyerne    | Sundby Idrætspark     | 7.200     |

### Pulje 2
| Klub                  | Sidste sæsons placering                 | Lokation             | Stadion                     | Kapacitet |
| --------------------- | --------------------------------------- | -------------------- | --------------------------- | --------- |
| Vanløse               | 12. i 3. division (nedrykket)           | Vanløse              | Vanløse Stadion             | 10.000    |
| Skjold                | 10. i gruppe 1. oprykningsrunde         | København (Østerbro) | Østerbro Stadion            | 4.400     |
| Tårnby                | 6. i gruppe 1. oprykningsrunde          | Tårnby               | Uganda Ground               | 1.000     |
| Gørslev               | 5. i gruppe 1. oprykningsrunde          | Gørslev              | Gørslev Stadion             | 500       |
| Greve                 | 5. i gruppe 1. nedrykningsrunde         | Greve Strand         | Greve Stadion               | 7.000     |
| Allerød               | 9. i gruppe 1. oprykningsrunde          | Lillerød             | Allerød Idrætspark          | 1.000     |
| Fredensborg           | 1. i pulje 1 Sjællandsserien (oprykket) | Fredensborg          | Fredensborg Stadion         | 2.000     |
| Gentofte-Vangede      | 1. Københavnsserien (oprykket)          | Vangede              | Nymosen                     | 0         |
| Herlev                | 4. i gruppe 1. nedrykningsrunde         | Herlev               | Herlev Stadion              | 3.500     |
| Nykøbing FC (2. hold) | 1. i pulje 2 Sjællandsserien (oprykket) | Nykøbing Falster     | Nykøbing Falster Idrætspark | 10.000    |

### Pulje 3
| Klub         | Sidste sæsons placering                                | Lokation           | Stadion                 | Kapacitet |
| ------------ | ------------------------------------------------------ | ------------------ | ----------------------- | --------- |
| Esbjerg      | 2. i Jyllandsserien 1. pulje 2 (oprykket via play-off) | Esbjerg            | Esbjerg Idrætspark      | ?         |
| Hedensted    | 4. i gruppe 2. nedrykningsrunde                        | Hedensted          | Hedensted Stadion       | 2.500     |
| Marienlyst   | 3. i gruppe 2. oprykningsrunde                         | Odense             | Marienlystcentret       | 2.500     |
| Oure         | 11. i 3. division (nedrykket)                          | Svendborg          | Høje Bøge Stadion       | 7.000     |
| Odense       | 6. i gruppe 2. oprykningsrunde                         | Odense             | OKSon Park              | 1.444     |
| Tarup-Paarup | 1. i gruppe 2. nedrykningsrunde                        | Odense (Paarup)    | Home Tarup Park         | 1.000     |
| Horsens      | 2. i gruppe 2. oprykningsrunde                         | Horsens            | Nordstern Arena Horsens | 10.495    |
| 1913         | 5. i gruppe 2. nedrykningsrunde                        | Odense             | Campus Road             | 2.000     |
| B1909        | 9. i gruppe 2. oprykningsrunde                         | Odense (Vollsmose) | B1909's anlæg           | 6.000     |
| Middelfart   | 2. i pulje 1 Fynsserien (oprykket)                     | Middelfart         | Middelfart Stadion      | 4.000     |

## Rækkens historie

### Kvalifikationsturneringen (1946-1965)
Efter besættelsen normaliseredes gradvist de transportmæssige muligheder for fodboldklubberne og Dansk Boldspil-Union (DBU) genoptog med start fra 1945/1946-sæsonen Danmarksturneringen, der nu udgjordes af tre landsdækkende divisioner (1. Division, 2. Division og 3. Division). I 1946 introducerede man Kvalifikations-Cupturneringen, hvor vinderne af lokalunionernes mesterrækker spillede om oprykning til den kommende sæsons 3. Division. De første kvalifikationsturneringer afvikledes efter cup-princippet (3. runder), hvorefter man i 1950/1951-sæsonen skiftede til en enkeltturnering med seks kampe og med deltagelse af syv af lokalunionernes rækkevindere. I 1959-sæsonen blev Kvalifikationsturneringen (i folkemunde populært kaldet "4. Division") udvidet til at omfatte 12 klubber, bestående af to nedrykkere fra 3. Division, tre hold fra den forrige sæson i Kvalifikationsturneringen samt de syv bedst placerede hold fra lokalunionernes turneringer, hvor der over et helt kalenderår spilledes 22 turneringskampe. De to bedst-placerede fodboldhold rykkede automatisk op i 3. Division, mens de syv lavest-placerede klubber i rækken rykkede ned i deres respektive lokalunioners turneringer, de resterende tre klubber deltog i næste sæson. Turneringen spilledes frem til og med 1965-sæsonen, hvor en omlægning af turneringsstrukturen på det fjerdebedste niveau medførte en nedlæggelse af Kvalifikationsturneringen til fordel for den nyetablerede kalenderturnering, Danmarksserien for herrer.

### Danmarksseriens etablering
En ny turneringsordning i 1966 for den fjerdebedste danske fodboldrække lancerede kalenderturneringen, kaldet Danmarksserien, som i dens første sæson bestod af fire kredse med hver 12 hold, der skulle spille samlet 22 kampe i en dobbeltturnering (alle-mod-alle princippet) med start fra foråret og afslutning i efteråret det samme år. Kredsinddelingen blev foretaget baseret på geografiske kriterier af Dansk Boldspil-Union (DBU) og placeredes imellem Danmarksturneringens 3. division og de lokale serier, administreret af DBU's lokale unioner. I forbindelse med tilrettelæggelsen af den nyetablerede Danmarksserie, måtte nedrykningspladserne fra henholdsvis 3. division og Kvalifikationsturneringen suspenderes for at imødekomme det store antal deltagende fodboldklubber. De syv lavest-placerede klubber i Kvalifikationsturneringen i 1965 kvalificerede sig automatisk til deltagelse i Danmarksseriens debutsæson, mens de resterende 41 fodboldklubber blev hentet op fra lokalunionernes øverste mesterrækker. Med undtagelse af vinderen eller det bedstplacerede førstehold i de enkelte lokale mesterrækker, som rykkede direkte op i 3. Division, blev seks klubber (pladserne 2 til 7 i slutstillingen) fra Sjællandsserien, og et tilsvarende antal fra de andre unioner, hentet op i Danmarksserien. Det større antal oprykninger bevirkede, at nedrykningen fra Sjællandsserien og andre lokale serier blev suspenderet i 1965-sæsonen.
I modsætning til Kvalifikationsturneringen fik reserveholdene for højererangerende divisionsklubber, der hidtidigt var forhindret i at rykke op fra lokalunionernes mesterrækker, fra starten tilladelse til at spille i den nye landsdækkende kalenderårsturnering. I den nye turnerings første sæson deltog 19 andethold fra divisionsklubberne, hvoraf tre af de fire puljer endte med at blive vundet af et reservehold. På et møde for Danmarksserie-udvalget den 19. november 1966 besluttedes det at ensarte reglerne i alle fire puljer, således at der fra turneringens anden sæson ikke længere blev spillet efter lokalunionernes forskellige bestemmelser med hensyn til nedrykning af spillere fra divisionsholdene til andetholdene.

## Danmarksseriemesterskabet
Efter afslutningen på sæsonen i Danmarksserien kvalificerede hver puljevinder sig automatisk til et slutspil, hvor en kamp mod en anden puljevinder i to semifinaler skulle bestemme de to deltagende klubber i selve finalen om Danmarksmesterskabet for Danmarksseriehold. Semifinale-kampene blev som udgangspunkt programsat i de to førstkommende uger efter afslutningen. Det sene spilletidspunkt på året medvirkede dog til en forhøjet risiko for snefald og bevirket, at en række afgørelser blev udsat med op til flere uger. Finalerne afvikledes på den ene af klubbernes hjemmebaner uden skelnen til hjemmebanefordelen.
Slutspillets vinder modtog en vandrepokal, udsat af Dansk Boldspil-Union, som ikke kunne vindes til ejendom, og erhvervede sig retten til at kalde sig "Vinder af Danmarksserien for herrer". Alle deltagerne i slutspillet tildeltes 17 eksemplarer af DBU's Herre-DS medaljer. Første vinder af Danmarksseriemesterskabet i 1965-sæsonen blev divisionsreserverne for jyske Vejle Boldklub, mens den sidste vinder i 2000/2001-sæsonen blev det fynske hold Næsby Boldklub. Efter afviklingen af slutspillet i 2000/2001-sæsonen ophørte kåringen af en samlet turneringsvinder.

## Oversigt over sæsonerne
| Udgave | Sæson        | Turneringsstruktur                 | Reservehold  | DS-mesterskab                                                                   | Pulje 1 vinder             | Pulje 2 vinder             | Pulje 3 vinder       | Pulje 4 vinder     | Kilde(r)                        |
| ------ | ------------ | ---------------------------------- | ------------ | ------------------------------------------------------------------------------- | -------------------------- | -------------------------- | -------------------- | ------------------ | ------------------------------- |
| 1      | 1966         | 4 kredse á 12 hold; 22 kampe       | 19 (39,58%)  | Vejle BK (II)a                                                                  | BK Rødovre                 | Kjøbenhavns BK (II)a       | Esbjerg fB (II)a     | Vejle BK (II)a     | [ 10 ] [ 4 ] [ 11 ] [ 6 ]       |
| 2      | 1967         | 4 kredse á 12 hold; 22 kampe       | 18 (37,50%)  | Kjøbenhavns BK (II)a                                                            | BK Hero                    | Kjøbenhavns BK (II)a       | Aabenraa BK          | Aalborg BK (II)a   | [ 12 ] [ 13 ]                   |
| 3      | 1968         | 4 kredse á 12 hold; 22 kampe       | 18 (37,50%)  | Kjøbenhavns BK (II)a                                                            | Rønne IK                   | Kjøbenhavns BK (II)a       | Svendborg fB         | Esbjerg fB (II)a   | [ 14 ] [ 15 ]                   |
| 4      | 1969         | 4 kredse á 12 hold; 22 kampe       | 19 (39,58%)  | Finale mellem KBK og HBK                                                        | Kastrup BK                 | Herfølge BK                | Vejen SF             | Aalborg BK (II)a   | [ 16 ]                          |
| 5      | 1970         | 4 kredse á 12 hold; 22 kampe       | 20 (41,67%)  | Holstebro BK                                                                    | Brønshøj BK (II)a          | Kalundborg GF&BK           | B.1901 (II)a,e       | Holstebro BK       | [ 17 ] [ 18 ]                   |
| 6      | 1971         | 4 kredse á 12 hold; 22 kampe       | 21 (43,75%)  | IF 32 Glostrup                                                                  | B.93 (II)a                 | IF 32 Glostrup             | Vejle BK (II)a       | AGF (II)a          | [ 19 ] [ 20 ]                   |
| 7      | 1972         | 4 kredse á 12 hold; 22 kampe       | 17 (35,42%)  | Glostrup IC                                                                     | BK Dalgas                  | Glostrup IC                | Vejle BK (II)a       | Hjørring IF        | [ 21 ] [ 22 ]                   |
| 8      | 1973         | 4 kredse á 12 hold; 22 kampe       | 16 (33,33%)  | Ballerup IF                                                                     | BK Hero                    | Ballerup IF                | Maribo BKd           | Viborg FF          | [ 23 ] [ 24 ] [ 25 ]            |
| 9      | 1974         | 4 kredse á 12 hold; 22 kampe       | 16 (33,33%)  | Kolding IF                                                                      | BK Fremad Amager (II)a     | Brøndby IF                 | Kolding IF           | IK Skovbakken      | [ 26 ] [ 27 ]                   |
| 10     | 1975         | 4 kredse á 12 hold; 22 kampe       | 18 (37,50%)  | Vejle BK (II)a                                                                  | BK Rødovre                 | Roskilde B 1906            | Vejle BK (II)a       | IF AIA-Tranbjerg   | [ 28 ] [ 29 ] [ 30 ]            |
| 11     | 1976         | 4 kredse á 12 hold; 22 kampe       | 17 (35,42%)  | Vejle BK (II)a                                                                  | BK Fremad Amager (II)a     | IF 32 Glostrup             | Kolding IF           | Vejle BK (II)a     | [ 31 ] [ 32 ]                   |
| 12     | 1977         | 4 kredse á 12 hold; 22 kampe       | 17 (35,42%)  | Jyderup SG&IF                                                                   | B 1903 (II)a               | Jyderup SG&IF              | Skamby BK            | Vejle BK (II)a     | [ 33 ] [ 34 ]                   |
| 13     | 1978         | 4 kredse á 12 hold; 22 kampe       | 17 (35,42%)  | Nørresundby BK                                                                  | BK Fremad Valby            | Ballerup IF                | Odense KFUM          | Nørresundby BK     | [ 35 ] [ 36 ]                   |
| 14     | 1979         | 4 kredse á 12 hold; 22 kampe       | 17 (35,42%)  | Odense BK (II)a                                                                 | BK Hero                    | Hvidovre IF (II)a          | Odense BK (II)a      | Hjørring IF        | [ 37 ] [ 38 ]                   |
| 15     | 1980         | 4 kredse á 12 hold; 22 kampe       | 21 (43,75%)  | Horsens fS                                                                      | Brønshøj BK (II)a          | IF Skjold Birkerød         | Aabenraa BK          | Horsens fS         | [ 39 ] [ 40 ]                   |
| 16     | 1981         | 4 kredse á 12 hold; 22 kampe       | 19 (39,58%)  | B 1903 (II)a                                                                    | B 1903 (II)a               | Lyngby BK (II)a            | Esbjerg fB (II)a     | Hjørring IF        | [ 41 ]                          |
| 17     | 1982         | 4 kredse á 12 hold; 22 kampe       | 18 (37,50%)  | B 1913                                                                          | Brønshøj BK (II)a          | Skovlunde IF               | B 1913               | Silkeborg IF       | [ 42 ]                          |
| 18     | 1983         | 4 kredse á 12 hold; 22 kampe       | 17 (35,42%)  | AGF (II)a                                                                       | B 1908                     | Greve IF                   | Næsby BK             | AGF (II)a          | [ 43 ]                          |
| 19     | 1984         | 4 kredse á 12 hold; 22 kampe       | 18 (37,50%)  | Ikast FS (II)a                                                                  | B.93 (II)a                 | Brøndby IF (II)a           | Vordingborg IF       | Ikast FS (II)a     | [ 44 ]                          |
| 20     | 1985         | 4 kredse á 12 hold; 22 kampe       | 19 (39,58%)  | AGF (II)a                                                                       | B.93 (II)a                 | Brøndby IF (II)a           | Odense KFUM          | AGF (II)a          | [ 45 ] [ 46 ]                   |
| 21     | 1986         | 4 kredse á 12–14 hold; 22–26 kampe | 24 (48,00%)  | Albertslund IF                                                                  | Brønshøj BK (II)a          | Albertslund IF             | Vejle BK (II)a       | Silkeborg IF (II)a | [ 47 ] [ 48 ]                   |
| 22     | 1987         | 4 kredse á 14 hold; 26 kampe       | 25 (44,64%)  | AGF (II)a                                                                       | Skovshoved IF              | Lyngby BK (II)a            | Vejle BK (II)a       | AGF (II)a          | [ 49 ] [ 50 ]                   |
| 23     | 1988         | 4 kredse á 14 hold; 26 kampe       | 24 (42,86%)  | B 1903 (II)a                                                                    | B 1903 (II)a               | Kjøbenhavns BK (II)a       | Odense BK (II)a      | Asaa BK            | [ 51 ] [ 52 ]                   |
| 24     | 1989         | 4 kredse á 14 hold; 26 kampe       | 20 (35,71%)  | B 1903 (II)a                                                                    | Lyngby BK (II)a            | B 1903 (II)a               | B1909 (II)a          | Holstebro BK       | [ 53 ] [ 54 ]                   |
| 25     | 1990         | 4 kredse á 14 hold; 26 kampe       | 23 (41,07%)  | BK Frem (II)a                                                                   | Hellerup IK                | BK Frem (II)a              | Vejle BK (II)a       | Silkeborg IF (II)a | [ 55 ] [ 56 ]                   |
| 26     | 1991         | 4 kredse á 16 hold; 30 kampe       | 18 (28,13%)  | BK Frem (II)a                                                                   | Hvidovre IF                | BK Frem (II)a              | FC Fredericia        | Aalborg BK (II)a   | [ 57 ] [ 58 ]                   |
| 27     | 1992         | 4 kredse á 16 hold; 30 kampe       | 18 (28,13%)f | Silkeborg IF (II)a                                                              | Skovshoved IF              | BK Frem (II)a              | Haderslev FK         | Silkeborg IF (II)a | [ 59 ] [ 60 ]                   |
| 28     | 1993         | 4 kredse á 16 hold; 30 kampe       | 19 (29,69%)  | IF 32 Glostrup                                                                  | IF 32 Glostrup             | Brøndby IF (II)a           | Varde IF             | Silkeborg IF (II)a | [ 61 ] [ 62 ]                   |
| 29     | 1994         | 4 kredse á 16 hold; 30 kampe       | 18 (28,13%)  | Brøndby IF (II)a                                                                | Skovshoved IF              | Brøndby IF (II)a           | B1909                | Silkeborg IF (II)a | [ 63 ] [ 64 ]                   |
| 30b    | forår 1995   | 4 kredse á 16 hold; 15 kampe       | 20 (31,25%)  | ingen kåringb                                                                   | Lillerød IFb               | Roskilde B 1906b           | Vejle BK (II)a,b     | Ikast FS (II)a,b   | [ 65 ] [ 66 ]                   |
| 30b    | efterår 1995 | 4 kredse á 15 hold; 29 kampeb      | 20 (33,33%)  | Brøndby IF (II)a                                                                | B 1908                     | Brøndby IF (II)a           | Vejle BK (II)a       | AGF (II)a          | [ 67 ] [ 68 ]                   |
| 31     | 1996         | 4 kredse á 14 hold; 26 kampe       | 18 (32,14%)  | Brøndby IF (II)a                                                                | Skovshoved IF              | Brøndby IF (II)a           | Vejle BK (II)a       | Aalborg BK (II)a   | [ 69 ] [ 70 ]                   |
| 32     | 1997         | 4 kredse á 14 hold; 26 kampe       | 13 (23,21%)  | Brøndby IF (II)a                                                                | Herlev IF                  | Brøndby IF (II)a           | Næsby BK             | Ikast FS (II)a     | [ 71 ] [ 72 ]                   |
| 33     | 1998         | 4 kredse á 14 hold; 26 kampe       | 19 (33,93%)  | IF Skjold Birkerød                                                              | IF Skjold Birkerød         | Brøndby IF (II)a           | Kolding IF           | Silkeborg IF (II)a | [ 73 ] [ 74 ]                   |
| 34     | 1999         | 4 kredse á 14 hold; 26 kampe       | 21 (37,50%)  | Lyngby BK (LFC II)a                                                             | Virum-Sorgenfri BK         | Lyngby BK (LFC II)a        | Korup IF             | Frederikshavn fI   | [ 75 ] [ 76 ]                   |
| 35     | forår 2000   | 4 puljer á 14 hold; 13 kampe       | 23 (41,07%)  | Ikast FS (II)a,c                                                                | Brøndby IF (II)a           | Kjøbenhavns BK (FCK II)a   | Vejle BK (II)a       | Ikast FS (FCM II)a | [ 77 ]                          |
| 36     | 2000–2001    | 3 puljer á 16 hold; 30 kampe       | 19 (39,58%)  | Næsby BK                                                                        | BK Skjold                  | Kalundborg GF&BK           | Næsby BK             | ingen pulje 4      | [ 8 ]                           |
| 37     | 2001–2002    | 3 puljer á 16 hold; 30 kampe       | 16 (33,33%)  | ingen finale                                                                    | Nykøbing Falster Alliancen | Slagelse BK&IF             | Silkeborg IF (II)a   | ingen pulje 4      | [ 78 ]                          |
| 38     | 2002–2003    | 3 puljer á 16 hold; 30 kampe       | 17 (35,42%)  | ingen finale                                                                    | Lyngby BK                  | Esbjerg fB (II)a           | Brabrand IF          | ingen pulje 4      | [ 79 ]                          |
| 39     | 2003–2004    | 3 puljer á 16 hold; 30 kampe       | 19 (39,58%)  | ingen finale                                                                    | Værløse BK                 | Esbjerg fB (II)a           | Silkeborg IF (II)a   | ingen pulje 4      | [ 80 ]                          |
| 40     | 2004–2005    | 3 puljer á 15–16 hold; 28–30 kampe | 16 (37,78%)  | ingen finale                                                                    | Kjøbenhavns BK (FCK II)a   | Brøndby IF (II)a           | Silkeborg IF (II)a   | ingen pulje 4      | [ 81 ]                          |
| 41     | 2005–2006    | 2 puljer á 16 hold; 30 kampe       | 11 (34,38%)  | ingen finale                                                                    | Greve Fodbold              | Skive IK                   | ingen pulje 3        | ingen pulje 4      | [ 82 ]                          |
| 42     | 2006–2007    | 2 puljer á 16 hold; 30 kampe       | 12 (37,50%)  | ingen finale                                                                    | Vanløse IF                 | Aalborg BK (II)a           | ingen pulje 3        | ingen pulje 4      | [ 83 ] [ 84 ]                   |
| 43     | 2007–2008    | 2 puljer á 16 hold; 30 kampe       | 15 (46,88%)  | ingen finale                                                                    | BK Avarta                  | Randers SK Freja (RFC II)a | ingen pulje 3        | ingen pulje 4      | [ 85 ] [ 86 ]                   |
| 44     | 2008–2009    | 3 puljer á 14 hold; 26 kampe       | 18 (42,86%)  | ingen finale                                                                    | B 1908                     | Otterup B&IK               | Silkeborg IF (II)a   | ingen pulje 4      | [ 87 ] [ 88 ]                   |
| 45     | 2009–2010    | 3 puljer á 14 hold; 26 kampe       | 17 (40,48%)  | ingen finale                                                                    | Elite 3000                 | Middelfart G&BK            | Horsens fS (ACH II)a | ingen pulje 4      | [ 89 ] [ 90 ]                   |
| 46     | 2010–2011    | 3 puljer á 14 hold; 26 kampe       | 14 (33,33%)  | ingen finale                                                                    | IF Skjold Birkerød         | BK Marienlyst              | Kjellerup IF         | ingen pulje 4      | [ 91 ] [ 92 ] [ 93 ] [ 94 ]     |
| 47     | 2011–2012    | 3 puljer á 14 hold; 26 kampe       | 11 (26,19%)  | ingen finale                                                                    | BK Frem                    | Middelfart G&BK            | FC Skanderborg       | ingen pulje 4      |                                 |
| 48     | 2012–2013    | 3 puljer á 14 hold; 26 kampe       | 9 (21,43%)   | ingen finale                                                                    | B 93                       | SC Egedal                  | Kolding IF           | ingen pulje 4      |                                 |
| 49     | 2013–2014    | 3 puljer á 14 hold; 26 kampe       | 9 (21,43%)   | ingen finale                                                                    | Avedøre                    | Kolding IF                 | Kjellerup IF         | ingen pulje 4      |                                 |
| 50     | 2014–2015    | 3 puljer á 14 hold; 26 kampe       | 3 (7,14%)    | ingen finale                                                                    | AB Tårnby                  | Dalum IF                   | Aarhus Fremad        | ingen pulje 4      |                                 |
| 51     | 2015–2016    | 3 puljer á 14 hold; 26 kampe       | 3 (7,14%)    | ingen finale                                                                    | Fredensborg BI             | FC Sydvest                 | Kjellerup IF         | ingen pulje 4      |                                 |
| 52     | 2016–2017    | 4 puljer á 10 hold; 27 kampe       | N/A          | ingen finale                                                                    | Hillerød Fodbold           | Skovshoved IF              | Ringkøbing IF        | IF Lyseng          | [ 95 ] [ 96 ] [ 97 ] [ 98 ]     |
| 53     | 2017–2018    | 4 puljer á 10 hold; 27 kampe       | N/A          | ingen finale                                                                    | Slagelse BI                | Vanløse IF                 | Tarup-Paarup IF      | Vejgaard BK        | [ 99 ] [ 100 ] [ 101 ] [ 102 ]  |
| 54     | 2018–2019    | 4 puljer á 10 hold; 27 kampe       | N/A          | ingen finale                                                                    | Holbæk BI                  | FA 2000                    | Næsby BK             | VSK Århus          | [ 103 ] [ 104 ] [ 105 ] [ 106 ] |
| 55     | 2019-2020    | 4 puljer á 10 hold; 14 kamp        | N/A          | ingen finale                                                                    | Holstebro Boldklub         | Roskilde KFUM              | SfB-Oure FA          | AB Tårnby          |                                 |
| 56     | 2020-2021    | 4 puljer á 11 hold; 20 kamp        | N/A          | Oprykkere til 3. division: Karlslunde IF, Herlev IF, IF Lyseng & Silkeborg KFUM | Karlslunde IF              | Herlev IF                  | Marienlyst           | IF Lyseng          |                                 |
| 57     | 2021-2022    | 4 puljer á 10 hold; 27 kampe       | N/A          |                                                                                 | Ishøj IF                   | AB Tårnby                  | SfB-Oure FA          | Holstebro Boldklub | [ 107 ] [ 108 ] [ 109 ]         |
| 58     | 2022-2023    | 4 puljer á 10 hold; 27 kampe       |              |                                                                                 |                            |                            |                      |                    |                                 |

a: Mærket indikerer, at der er tale om 2. hold/reservehold (II). Med mindre andet er angivet, er der tale om førstehold.

b: Overgangsordningen i forbindelse med den nye Danmarksturnering betød, at Lillerød IF, Roskilde B1906, Nykøbing Falster Alliancen og Aarhus Fremad rykkede op i 2. division efter forårssæsonen 1995.

c: DS-mesterskabet afvikledes som en halvårsturnering, foråret 2000, som led i den nye turneringsstruktur.

d: Kolding IF vandt oprindeligt sin kreds, men en protest, indgivet af Maribo BK over deres nederlag til Vejle BK (II) over en uberettiget spiller og som blev godkendt af Fyns Boldspil-Union, betød at Maribo BK vandt kredsen og rykkede op i stedet for Kolding IF.

e: Af kilderne fremgår det at kampen mellem Nakskov BK og B.1901 blev aflyst. B.1901 vandt angiveligt den udsatte kamp, vandt puljen og kvalificerede sig til semifinalerne.

f: Kjøbenhavns Boldklub (KB) blev af Dansk Boldspil-Union tvangsnedrykket til Danmarksserien 1992 efter afslutningen af grundspillet i 1. division efteråret 1991 som følge af den kommende eliteoverbygning med B 1903. Kjøbenhavns Boldklub blev først officielt reservehold for F.C. København ved samarbejdets etablering den 1. juli 1992.

## Ekstern henvisning
- DBU's Landsdækkende turneringer, herrer: Danmarksserien Arkiveret 24. september 2011 hos  Wayback Machine